# Américo Villarreal Guerra
Américo Villarreal Guerra (Ciudad Victoria, Tamaulipas, 3 de abril de 1931-Ciudad Victoria, 23 de junio de 2010) fue un político mexicano, miembro del Partido Revolucionario Institucional, que fue Senador en el periodo de 1982 a 1986 y Gobernador de Tamaulipas de 1987 a 1993. Es padre del actual Gobernador Américo Villarreal Anaya.

## Biografía
Américo Villarreal realizó sus estudios básicos en Ciudad Victoria y posteriormente egresó como Ingeniero Civil por la Escuela Nacional de Ingenieros de la Universidad Nacional Autónoma de México; ocupó cargos en la Comisión de Estudios en la Cuenca del Río Panuco en representación de Tamaulipas, residente de Agua potable y Alcantarillado y posteriormente director de Obras Hidráulicas para el Desarrollo Rural del gobierno del estado. De 1970 a 1976 fue director de Obras Hidráulicas de la Secretaría de Recursos Hidráulicos, de 1977 a 1978 ocupó la Dirección General de Obras Hidráulicas e Ingeniería Agrícola para el Desarrollo Rural de la nueva Secretaría de Agricultura y Recursos Hidráulicos y de 1978 a 1981 fue subsecretario de Infraestructura Hidráulica de la misma dependencia; en 1980 intentó ser presidente del Colegio de Ingenieros Civiles, resultado derrotado, en 1982 fue elegido senador por Tamaulipas para el periodo de ese año a 1988, en segunda fórmula, correspondiéndola la primera a Salvador Barragán Camacho.
En 1986, siendo senador fue postulado candidato del PRI a Gobernador de Tamaulipas, aun cuando los rumores iniciales señalaban a la postulación de Manuel Garza González alias El Meme, como candidato; ganó la elección constitucional frente a Jorge Cárdenas González, candidato del Partido Auténtico de la Revolución Mexicana y asumió la gubernatura el 5 de febrero de 1987 para el periodo que culminó en igual fecha de 1993. Durante su gobierno, en enero de 1989, fue apresado en Ciudad Madero el líder el sindicato petrolero, Joaquín Hernández Galicia alias La Quina, por órdenes del presidente Carlos Salinas de Gortari.
Falleció el 23 de junio de 2010 en Ciudad Victoria.